# Kanel
Ne doit pas être confondu avec Cannell, Cannelle (homonymie) ou Canel.
Kanel est une ville du nord-est du Sénégal, située à une douzaine de kilomètres du fleuve Sénégal et de la frontière avec la Mauritanie.

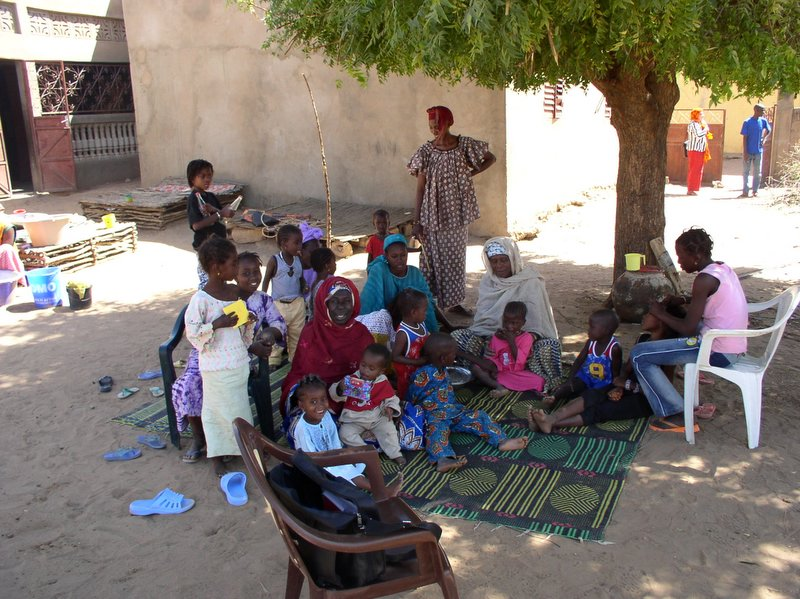
Une famille à Kanel

## Histoire
Le village a été fondé vers le XVe siècle par un Peul nommé Diakess. Il n'a pas laissé de descendance.
L'essentiel des habitants sont des Toucouleurs, des castes Jaawambe et Toroodo. Les Jaawambe de Kanel étaient à l'origine composés de Peuls

## Administration
Chef-lieu du département de Kanel dans la région de Matam, Kanel a été érigé en commune en 1996.

## Géographie
Kanel se trouve sur la route nationale N2, entre Ourossogui et Semmé.
Les localités les plus proches sont Léwé N'Guénar, Léwé Damga, Faboli, Sintiane, Gana Balel, Mandioumba, Ganki Boubouyel, madina torobe. Foume Hara Diobe, Foume Hara Demboube, Soringho, Soringho Sebe et Seno Palel
Le climat est de type sahélien, chaud et sec.

### Population

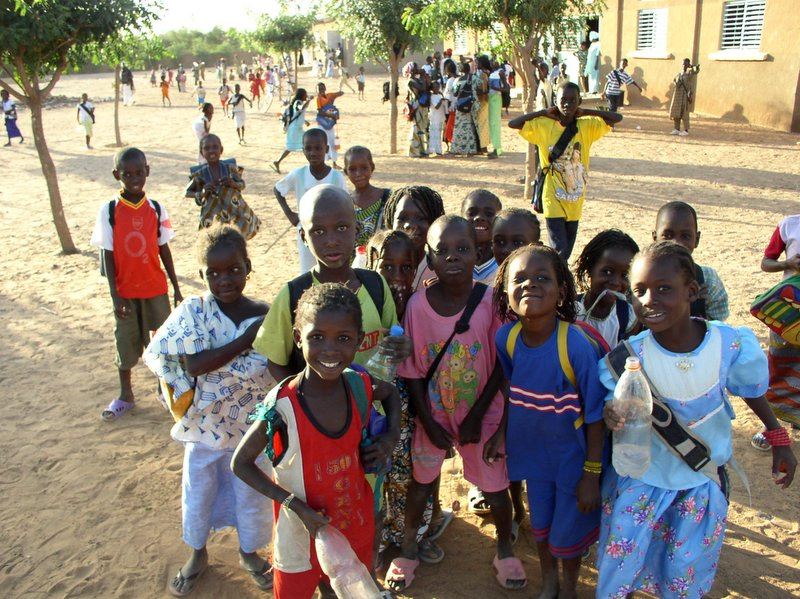
Écoliers de Kanel

Lors du recensement de 2002, Kanel comptait 8 997 habitants, 501 concessions et 849 ménages.
Fin 2007, selon les estimations officielles, la population s'élèverait à 162 061 personnes.

### Activités économiques
L'approvisionnement en eau constitue une problématique majeure.

## Personnalités liées à Kanel
- Hamady Bocoum, archéologue
- Oumar Kane, historien
- Abdoul Aziz Wane, ancien élève de l’École centrale Paris
- Omar Sy, acteur, dont le film Yao réalisé par Philippe Godeau met en scène un voyage à destination de Kanel.
- Soro Diop, journaliste et conseiller du ministre des forces armées.